# G3 1996
Az 1996-os G3 turné volt a legelső a sorozat történetében, mely október 11-étől november 8-áig tartott és csak az észak-amerikai kontinensen futott. Joe Satriani mellett Steve Vai és Eric Johnson voltak a meghívott vendég gitárosok, illetve az első néhány fellépés erejéig Kenny Wayne Shepherd is részt vett a koncerteken. A műsorról felvétel készült, melyet 1997-ben G3: Live in Concert címmel CD-n, VHS-en, és DVD-n is kiadtak. A november 8-i utolsó előadáson Al és Janie Hendrix gratuláltak a fellépőknek a színfalak mögött.

## Fellépők és Háttérzenészeik
- Kenny Wayne Shepherd (nyitóelőadás)
- Adrian Legg (nyitóelőadás)
- Joe Satriani
  - Stu Hamm – basszusgitár
  - Jeff Campitelli – dobok
- Steve Vai
  - Mike Keneally – ritmusgitár, szitár, billentyűs hangszerek
  - Philip Bynoe – basszusgitár
  - Mike Mangini – dobok
- Eric Johnson
  - Stephen Barber – billentyűs hangszerek
  - Roscoe Beck – basszusgitár
  - Brannen Temple – dobok

## A turné állomásai
- október 11. – San Francisco – Concord Pavilion
- október 12. – Los Angeles – Hollywood Bowl
- október 13. – San Diego – Summer Pops Bowl
- október 14. – Las Vegas – The Joint
- október 15. – Phoenix – Mesa Amphitheatre
- október 17. – Austin – Austin Music Hall
- október 18. – San Antonio – Sunken Garden Amp.
- október 19. – The Woodlands – KLOL Radio Show
- október 20. – Dallas – Dallas Music Complex
- október 22. – Cleveland – Cleveland Music Hall
- október 25. – New York – Beacon Theater
- október 26. – New York – Beacon Theater
- október 27. – Boston – Orpheum Theater
- október 30. – Columbus – Veterans Memorial Aud.
- október 31. – Auburn Hills – The Palace
- november 1. – Chicago – Aragon Ballroom
- november 2. – Minneapolis – Northrup Auditorium[4]

## Számlista
- Kenny Wayne Shepherd (megnyitó)

1. Down To The Bone
2. Born With A Broken Heart
3. Shame, Shame, Shame
4. Kings Highway
5. Deja Voodoo
6. While We Cry
7. Voodoo Child

- Adrian Legg (megnyitó)

1. Celandine
2. Cool Cajun
3. Crockett Waltz
4. Mrs. Jacks Last Stand
5. Tracy’s Big Moment
6. Chicken Licken’s Last Ride

- Steve Vai

1. There's a Fire in the House
2. The Animal
3. Deepness
4. Tender Surrender
5. Little Alligator
6. Bad Horsie
7. Answers
8. For the Love of God
9. The Attitude Song

- Eric Johnson

1. 12 to 12 Vibe
2. Pavilion
3. Righteous
4. Rock Me Baby
5. Zap
6. Manhattan
7. SRV
8. Camel's Night Out
9. Cliffs of Dover

- Joe Satriani

1. Cool #9
2. Flying in a Blue Dream
3. Summer Song
4. The Crush of Love
5. The Extremist
6. Always with Me, Always with You
7. Satch Boogie
8. Big Bad Moon
9. Surfing with the Alien

- G3 jam (Satriani / Vai / Johnson):

1. Going Down (Freddie King / Jeff Beck)
2. My Guitar Wants to Kill Your Mama (Frank Zappa)
3. Red House (Jimi Hendrix)